# 배양육

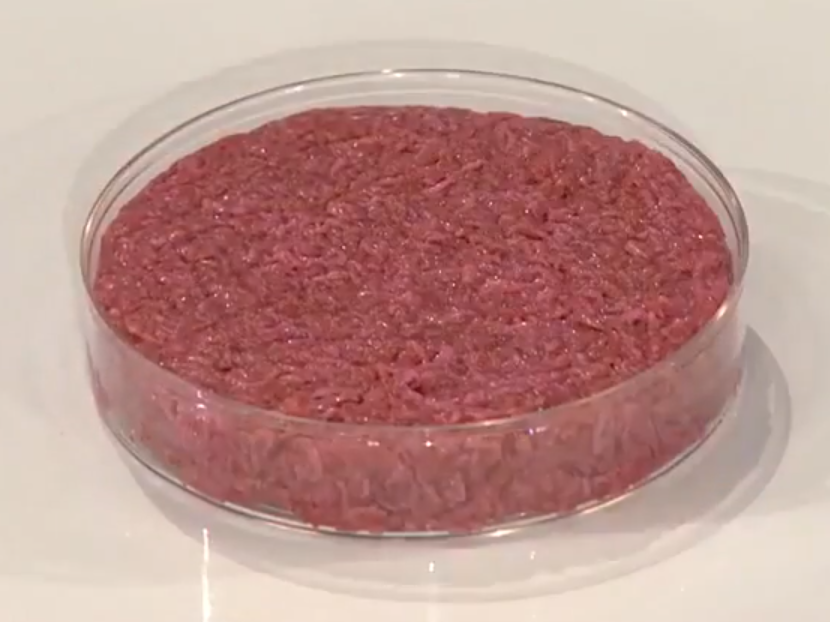

배양육(培養肉, 영어: cultured meat, synthetic meat, cell-cultured meat, clean meat, vat meat, in-vitro meat)은 살아있는 동물의 줄기세포를 채취하고 배양하여 축산농가 없이 고기를 배양하는 세포공학기술로 생산하는 살코기이다. 배양육은 아직은 상업적으로 생산을 하지 않으며 현재 몇몇 연구와 프로젝트에서 실험적으로 체외 고기기술을 개발하고 있다.

## 상세 정보
배양육은 재생 의학 분야에서 개척된 조직 공학 기술을 사용하여 생산된다. 제이슨 매테니(Jason Matheny)는 배양육 생산에 관한 논문을 공동 집필하고 체외 육류 연구에 전념하는 세계 최초의 비영리 단체인 뉴 하베스트(New Harvest)를 만든 후 2000년대 초반에 이 개념을 대중화했다.
배양육은 기후 변화의 잠재적인 완화 외에도 육류 생산, 동물 복지, 식량 안보 및 인간 건강의 환경적 영향을 해결할 수 있는 잠재력을 가지고 있다.
2013년 마크 포스트(Mark Post)는 동물의 외부에서 자란 조직으로 만든 햄버거 패티를 만들었다. 그 이후로 다른 배양육 시제품이 언론의 주목을 받았다. 슈퍼미트(SuperMeat)는 "치킨" 버거에 대한 소비자 반응을 테스트하기 위해 텔아비브에 "치킨"이라는 팜투포크 레스토랑을 열었다. 배양육은 2020년 12월 싱가포르 레스토랑 1880에서 미국 기업 잇저스트(Eat Just)가 제조한 배양육을 판매하던 곳에서 만들어졌다.
대부분의 노력은 선진국에서 소비의 대부분을 차지하는 돼지고기, 쇠고기, 닭고기와 같은 일반적인 육류에 초점을 맞추는 반면, 오빌리언 바이오(Orbillion Bio)와 같은 회사는 엘크, 양고기, 들소, 와규 쇠고기와 같은 고급 또는 특이한 육류에 집중했다. 아반트 미츠(Avant Meats)는 2021년에 양식된 그루퍼를 시장에 내놓았고, 다른 회사들은 다른 종류의 생선 및 기타 해산물을 추구했다.
생산 공정은 기업과 연구 기관에 의해 지속적으로 발전하고 있다. 배양육에 대한 적용은 윤리, 건강, 환경, 문화 및 경제적 논의로 이어졌다. 비정부기구 굿 푸드 인스티튜트(Good Food Institute)에서 발표한 데이터에 따르면 2021년 유럽에서 재배 육류 회사가 1억 4천만 달러를 유치했다. 배양육은 이스라엘에서 대량 생산된다. 배양육을 제공하는 최초의 레스토랑이 2021년 싱가포르에 문을 열었다.

## 연예인 생체조직 배양육
연예인 생체조직 배양육은 연예인으로 만든 합성형 인육을 뜻한다. 바이트랩스(Bite Labs)가 만드는 소시지는 사람의 생체조직에서 배양해 만든 고기 30%, 동물 조직으로 만든 고기 40%가 들어있다. 나머지는 지방과 향신료다. 연구진은 실험실에서 '만든' 고기가 친환경적이라고 설명했다. 살아있는 동물을 도축해서 고기를 섭취하면 환경에 해롭다는 것이다.

## 같이 보기
- 식물성 고기(육류 유사체)
- 인공육